# Света Маријамна
Света Маријамна (Марија) је била сестра Светог апостола Филипа.
Путовала је са својим братом и заједно с њим проповедала јеванђеље у Јерапољу и по другим местима. После мученичке смрти Филипове Маријамна продужи свој мисионарски рад у Ликаонији, где и сконча.
Српска православна црква слави је 17. фебруара по црквеном, а 2. марта по грегоријанском календару.